# Gordian/UFO Diapolon
Gordian/UFO Diapolon è un singolo del gruppo Superobots, pubblicato nel 1981.

## Tracce
1. Gordian (Lucio Macchiarella e Franco Micalizzi)
2. UFO Diapolon (Franca Evangelisti e Franco Micalizzi,)

## Descrizione
Gordian è un brano musicale scritto da Lucio Macchiarella su musica di Franco Micalizzi, inciso dai Superobots come sigla dell'anime omonimo mentre UFO Diapolon è un brano musicale scritto da Franca Evangelisti su musica di Franco Micalizzi, inciso dai Superobots come sigla dell'anime UFO Diapolon - Guerriero spaziale.